# Paramycodrosophila acumina
Paramycodrosophila acumina är en tvåvingeart som beskrevs av Bock 1982. Paramycodrosophila acumina ingår i släktet Paramycodrosophila och familjen daggflugor. Inga underarter finns listade i Catalogue of Life.